# Ruprecht von Pfalz-Simmern (1461–1507)

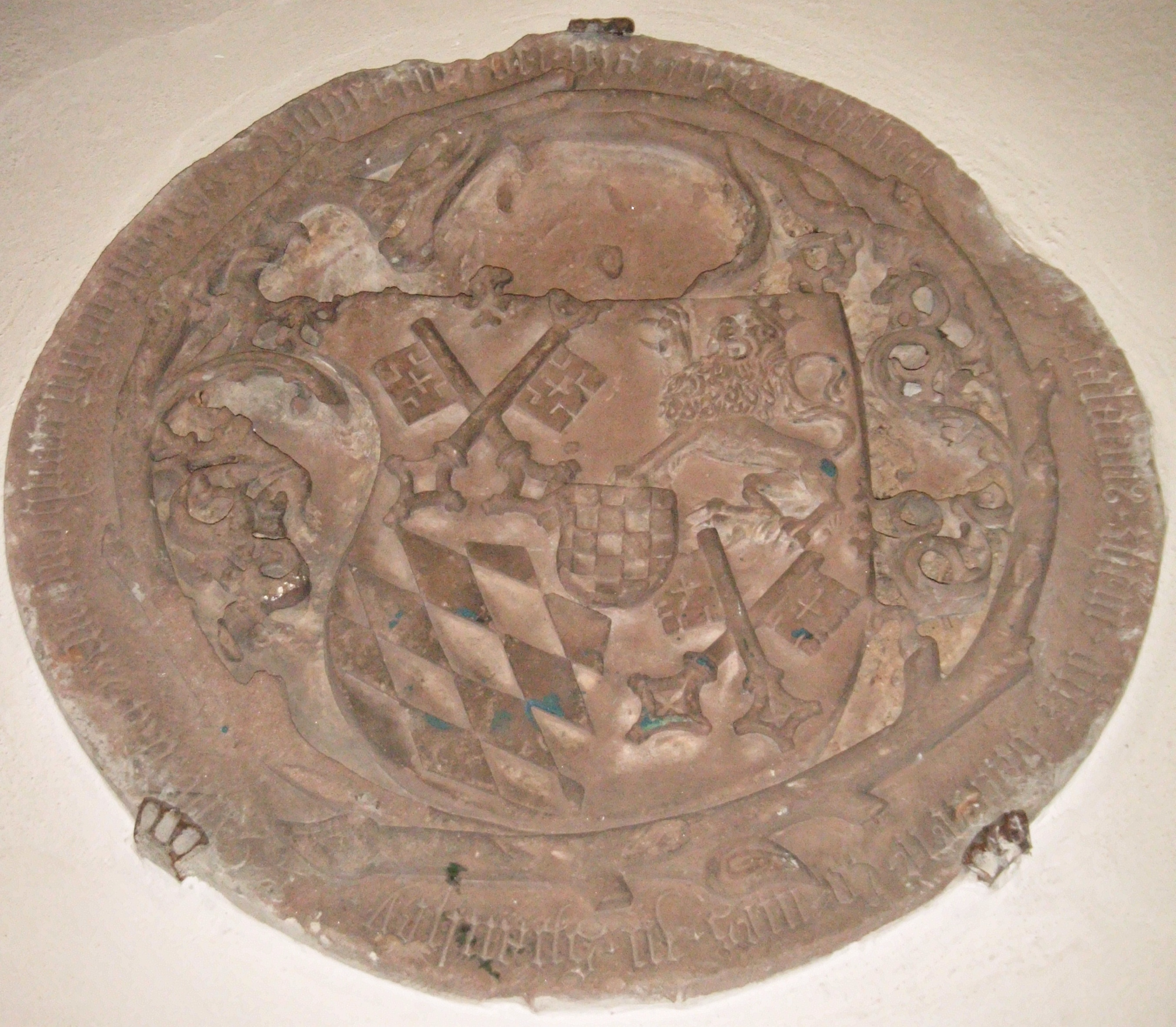
Schlussstein aus dem ehemaligen Wormser Domkreuzgang (heute im Stadtmuseum Worms), gestiftet 1494 von Bischof Ruprecht von Pfalz-Simmern, mit dessen Wappen

Ruprecht von Pfalz-Simmern, auch Rupert (* 16. Oktober 1461; † 19. April 1507) war als Ruprecht II. von 1492 bis 1507 45. Bischof von Regensburg.
Ruprecht II. war ein Sohn des Pfalzgrafen Friedrich I. von Pfalz-Simmern und Margarethe von Geldern. Am 8. Januar 1478 wurde er zusammen mit seinen Brüdern Stephan und Friedrich an der juristischen Fakultät der alten Universität Köln (Universitas Studii Coloniensis) immatrikuliert.
Er litt an einer schweren Krankheit, die als Franzosenkrankheit bezeichnet ist. Unter diesem Begriff fasste man nicht nur die Syphilis, sondern auch die Frambösie. Die Krankheit, an deren Folgen er schließlich auch starb, hinderte ihn erheblich bei der Ausübung seines Amtes. Die Diözese wurde im Landshuter Erbfolgekrieg schwer verwüstet und mit der Gründung des Herzogtums Pfalz-Neuburg eine veränderte weltliche Ordnung zur Folge hatte. Da es den niederen Geistlichen im Raum Abensberg an Energie bei der Verfolgung von Hexen und Zauberern mangelte, wurde der Inquisitor Heinrich Kramer eingeschaltet, der einen Delegaten bestimmte.